# ATP World of Doubles 1981
L'ATP World of Doubles 1981 è stato un torneo di tennis giocato sulla terra rossa. È stata la 6ª edizione dell'ATP World of Doubles, che fa parte del Volvo Grand Prix 1981. Si sono giocati a Sawgrass negli Stati Uniti, dal 14 al 20 settembre 1981.

## Campioni

### Doppio
Heinz Günthardt /  Peter McNamara hanno battuto in finale  Robert Lutz /  Stan Smith con il punteggio di 7–6, 3–6, 7–6, 5–7, 6–4